# Microregione di Florianópolis
La Microregione di Florianópolis è una microregione dello Stato di Santa Catarina in Brasile.
Comprende nove comuni, tra cui la capitale dello Stato, Florianópolis, su una superficie di 2.489 km². Nel 2006 gli abitanti erano stimati in 842.627.

## Comuni
- Antônio Carlos
- Biguaçu
- Florianópolis
- Governador Celso Ramos
- Palhoça
- Paulo Lopes
- Santo Amaro da Imperatriz
- São José
- São Pedro de Alcântara